# Phytobia shizukoae
Phytobia shizukoae este o specie de muște din genul Phytobia, familia Agromyzidae, descrisă de Spencer în anul 1965. Conform Catalogue of Life specia Phytobia shizukoae nu are subspecii cunoscute.